# Myomimus roachi
Myomimus roachi là một loài động vật có vú trong họ Gliridae, bộ Gặm nhấm. Loài này được Bate mô tả năm 1937.